# Parigi-Nizza 2005
La Parigi-Nizza 2005, sessantatreesima edizione della corsa, si svolse in sette tappe precedute da un cronoprologo iniziale dal 6 al 13 marzo 2005, per un percorso totale di 947 km da Issy-les-Moulineaux a Nizza. Fu vinta dallo statunitense Bobby Julich del Team CSC che si impose in 22h32'13".

## Tappe
| Tappa  | Data     | Percorso                                | km    | Vincitore di tappa | Leader cl. generale |
| ------ | -------- | --------------------------------------- | ----- | ------------------ | ------------------- |
| Prol.  | 6 marzo  | Issy-les-Moulineaux (Cron. individuale) | 4     | Jens Voigt         | Jens Voigt          |
| 1ª     | 7 marzo  | Étampes > Chabris                       | 186,5 | Tom Boonen         | Erik Dekker         |
| 2ª     | 8 marzo  | La Châtre > Thiers                      | 46,5  | Tom Boonen         | Tom Boonen          |
| 3ª     | 9 marzo  | Thiers > Craponne-sur-Arzon             | 117,5 | Vicente Reynés     | Tom Boonen          |
| 4ª     | 10 marzo | Le Chambon-sur-Lignon > Montélimar      | 101   | Fabian Cancellara  | Fabian Cancellara   |
| 5ª     | 11 marzo | Rognes > Tolone                         | 172,5 | Gilberto Simoni    | Bobby Julich        |
| 6ª     | 12 marzo | La Crau > Cannes                        | 184   | Joost Posthuma     | Bobby Julich        |
| 7ª     | 13 marzo | Nizza > Nizza                           | 135   | Alejandro Valverde | Bobby Julich        |
| Totale | Totale   | Totale                                  | 947   |                    |                     |

## Squadre e corridori partecipanti
Presero parte alla prova le venti squadre con licenza UCI ProTeam e la AG2R Prévoyance, unico team ammesso tramite wild-card.
| N.      | Cod. | Squadra                          |
| ------- | ---- | -------------------------------- |
| 1-8     | LSW  | Liberty Seguros-Würth            |
| 11-18   | GST  | DEUolsteiner                     |
| 21-28   | CSC  | Team CSC                         |
| 31-38   | TMO  | T-Mobile Team                    |
| 41-48   | RAB  | Rabobank                         |
| 51-58   | DSC  | Discovery Channel                |
| 61-68   | QST  | Quick Step-Innergetic            |
| 71-78   | PHO  | Phonak Hearing Systems           |
| 81-88   | FAS  | Fassa Bortolo                    |
| 91-98   | COF  | Cofidis, le Crédit par Téléphone |
| 101-108 | IBA  | Illes Balears-Caisse d'Epargne   |

| N.      | Cod. | Squadra               |
| ------- | ---- | --------------------- |
| 111-118 | DVL  | Davitamon-Lotto       |
| 121-128 | SDV  | Saunier Duval-Prodir  |
| 131-138 | EUS  | Euskaltel-Euskadi     |
| 141-148 | BTL  | Bouygues Télécom      |
| 151-158 | FDJ  | La Française des Jeux |
| 161-168 | C.A  | Crédit Agricole       |
| 171-178 | LAM  | Lampre-Caffita        |
| 181-188 | SDM  | Domina Vacanze        |
| 191-198 | LIQ  | Liquigas-Bianchi      |
| 201-208 | A2R  | AG2R Prévoyance       |

## Dettagli delle tappe

### Prologo
- 6 marzo: Issy-les-Moulineaux – Cronometro individuale – 4 km

Risultati
| Pos. | Corridore         | Squadra       | Tempo |
| ---- | ----------------- | ------------- | ----- |
| 1    | Jens Voigt        | Team CSC      | 5'15" |
| 2    | Fabian Cancellara | Fassa Bortolo | a 2"  |
| 3    | Erik Dekker       | Rabobank      | a 3"  |

| Pos. | Corridore         | Squadra       | Tempo |
| ---- | ----------------- | ------------- | ----- |
| 1    | Jens Voigt        | Team CSC      | 5'15" |
| 2    | Fabian Cancellara | Fassa Bortolo | a 2"  |
| 3    | Erik Dekker       | Rabobank      | a 3"  |

### 1ª tappa
- 7 marzo: Étampes > Chabris – 186,5 km

Risultati
| Pos. | Corridore          | Squadra         | Tempo    |
| ---- | ------------------ | --------------- | -------- |
| 1    | Tom Boonen         | Quick Step      | 4h19'15" |
| 2    | Luciano Pagliarini | Liquigas        | s.t.     |
| 3    | Jaan Kirsipuu      | Crédit Agricole | s.t.     |

| Pos. | Corridore         | Squadra       | Tempo    |
| ---- | ----------------- | ------------- | -------- |
| 1    | Erik Dekker       | Rabobank      | 4h23'30" |
| 2    | Jens Voigt        | Team CSC      | s.t.     |
| 3    | Fabian Cancellara | Fassa Bortolo | a 2"     |

### 2ª tappa
- 8 marzo: La Châtre > Thiers – 46,5 km

Risultati
| Pos. | Corridore         | Squadra       | Tempo  |
| ---- | ----------------- | ------------- | ------ |
| 1    | Tom Boonen        | Quick Step    | 53'31" |
| 2    | Kurt Asle Arvesen | Team CSC      | s.t.   |
| 3    | Jaroslav Popovyč  | Discovery Ch. | s.t.   |

| Pos. | Corridore         | Squadra    | Tempo    |
| ---- | ----------------- | ---------- | -------- |
| 1    | Tom Boonen        | Quick Step | 5h17'55" |
| 2    | Erik Dekker       | Rabobank   | a 3"     |
| 3    | Kurt Asle Arvesen | Team CSC   | a 5"     |

### 3ª tappa
- 9 marzo: Thiers > Craponne-sur-Arzon – 117,5 km

Risultati
| Pos. | Corridore      | Squadra       | Tempo    |
| ---- | -------------- | ------------- | -------- |
| 1    | Vicente Reynés | Illes Balears | 2h40'51" |
| 2    | Guido Trenti   | Quick Step    | s.t.     |
| 3    | Fred Rodriguez | Davitamon     | s.t.     |

| Pos. | Corridore      | Squadra       | Tempo    |
| ---- | -------------- | ------------- | -------- |
| 1    | Tom Boonen     | Quick Step    | 7h58'46" |
| 2    | Erik Dekker    | Rabobank      | a 3"     |
| 3    | Vicente Reynés | Illes Balears | a 4"     |

### 4ª tappa
- 10 marzo: Le Chambon-sur-Lignon > Montélimar – 101 km

Risultati
| Pos. | Corridore           | Squadra         | Tempo    |
| ---- | ------------------- | --------------- | -------- |
| 1    | Fabian Cancellara   | Fassa Bortolo   | 2h11'03" |
| 2    | Jaan Kirsipuu       | Crédit Agricole | s.t.     |
| 3    | Juan Antonio Flecha | Fassa Bortolo   | a 2"     |

| Pos. | Corridore           | Squadra       | Tempo    |
| ---- | ------------------- | ------------- | -------- |
| 1    | Fabian Cancellara   | Fassa Bortolo | 2h11'03" |
| 2    | Juan Antonio Flecha | Fassa Bortolo | a 15"    |
| 3    | Bobby Julich        | Team CSC      | a 20"    |

### 5ª tappa
- 11 marzo: Rognes > Tolone – 172,5 km

Risultati
| Pos. | Corridore       | Squadra   | Tempo    |
| ---- | --------------- | --------- | -------- |
| 1    | Gilberto Simoni | Lampre    | 4h07'27" |
| 2    | Cadel Evans     | Davitamon | a 19"    |
| 3    | David Moncoutié | Cofidis   | s.t.     |

| Pos. | Corridore           | Squadra       | Tempo     |
| ---- | ------------------- | ------------- | --------- |
| 1    | Bobby Julich        | Team CSC      | 14h18'18" |
| 2    | Constantino Zaballa | Saunier Duval | a 19"     |
| 3    | Alejandro Valverde  | Illes Balears | a 20"     |

### 6ª tappa
- 12 marzo: La Crau > Cannes – 184 km

Risultati
| Pos. | Corridore      | Squadra         | Tempo    |
| ---- | -------------- | --------------- | -------- |
| 1    | Joost Posthuma | Rabobank        | 4h41'24" |
| 2    | Jörg Ludewig   | Domina Vacanze  | a 1'11"  |
| 3    | Aaron Kemps    | Liberty Seguros | a 1'43"  |

| Pos. | Corridore           | Squadra       | Tempo     |
| ---- | ------------------- | ------------- | --------- |
| 1    | Bobby Julich        | Team CSC      | 19h03'44" |
| 2    | Constantino Zaballa | Saunier Duval | a 19"     |
| 3    | Alejandro Valverde  | Illes Balears | a 20"     |

### 7ª tappa
- 13 marzo: Nizza > Nizza – 135 km

Risultati
| Pos. | Corridore          | Squadra       | Tempo    |
| ---- | ------------------ | ------------- | -------- |
| 1    | Alejandro Valverde | Illes Balears | 3h28'29" |
| 2    | Franco Pellizotti  | Liquigas      | s.t.     |
| 3    | Kim Kirchen        | Fassa Bortolo | s.t.     |

| Pos. | Corridore           | Squadra       | Tempo     |
| ---- | ------------------- | ------------- | --------- |
| 1    | Bobby Julich        | Team CSC      | 22h32'13" |
| 2    | Alejandro Valverde  | Illes Balears | a 10"     |
| 3    | Constantino Zaballa | Saunier Duval | a 19"     |

## Evoluzione delle classifiche
| Tappa              | Vincitore          | Classifica generale | Classifica a punti | Classifica scalatori | Classifica giovani | Classifica a squadre |
| ------------------ | ------------------ | ------------------- | ------------------ | -------------------- | ------------------ | -------------------- |
| Prol.              | Jens Voigt         | Jens Voigt          | Jens Voigt         | non assegnata        | Fabian Cancellara  | Team CSC             |
| 1ª                 | Tom Boonen         | Erik Dekker         | Erik Dekker        | Jimmy Casper         | Fabian Cancellara  | Team CSC             |
| 2ª                 | Tom Boonen         | Tom Boonen          | Erik Dekker        | Kim Kirchen          | Tom Boonen         | Team CSC             |
| 3ª                 | Vicente Reynés     | Tom Boonen          | Tom Boonen         | David Moncoutié      | Tom Boonen         | Team CSC             |
| 4ª                 | Fabian Cancellara  | Fabian Cancellara   | Tom Boonen         | David Moncoutié      | Fabian Cancellara  | Fassa Bortolo        |
| 5ª                 | Gilberto Simoni    | Bobby Julich        | Tom Boonen         | David Moncoutié      | Alejandro Valverde | Team CSC             |
| 6ª                 | Joost Posthuma     | Bobby Julich        | Tom Boonen         | David Moncoutié      | Alejandro Valverde | Team CSC             |
| 7ª                 | Alejandro Valverde | Bobby Julich        | Jens Voigt         | David Moncoutié      | Alejandro Valverde | Team CSC             |
| Classifiche finali | Classifiche finali | Bobby Julich        | Jens Voigt         | David Moncoutié      | Alejandro Valverde | Team CSC             |

## Classifiche finali

### Classifica generale
| Pos. | Corridore           | Squadra         | Tempo     |
| ---- | ------------------- | --------------- | --------- |
| 1    | Bobby Julich        | Team CSC        | 22h32'13" |
| 2    | Alejandro Valverde  | Illes Balears   | a 10"     |
| 3    | Constantino Zaballa | Saunier Duval   | a 19"     |
| 4    | Jens Voigt          | Team CSC        | a 44"     |
| 5    | Jörg Jaksche        | Liberty Seguros | a 45"     |
| 6    | Franco Pellizotti   | Liquigas        | a 49"     |
| 7    | Fränk Schleck       | Team CSC        | a 58"     |
| 8    | Cadel Evans         | Davitamon       | s.t.      |
| 9    | José Ángel Gómez    | Saunier Duval   | a 1'20"   |
| 10   | Davide Rebellin     | Gerolsteiner    | a 1'21"   |

### Classifica a punti
| Pos. | Corridore           | Squadra       | Punti |
| ---- | ------------------- | ------------- | ----- |
| 1    | Jens Voigt          | Team CSC      | 94    |
| 2    | Erik Dekker         | Rabobank      | 70    |
| 3    | Alejandro Valverde  | Illes Balears | 68    |
| 4    | Constantino Zaballa | Saunier Duval | 67    |
| 5    | Jaroslav Popovyč    | Discovery Ch. | 55    |

### Classifica scalatori
| Pos. | Corridore        | Squadra         | Punti |
| ---- | ---------------- | --------------- | ----- |
| 1    | David Moncoutié  | Cofidis         | 58    |
| 2    | Jörg Ludewig     | Domina Vacanze  | 28    |
| 3    | Óscar Pereiro    | Phonak          | 19    |
| 4    | Alberto Contador | Liberty Seguros | 18    |
| 5    | Marco Serpellini | Gerolsteiner    | 16    |

### Classifica giovani
| Pos. | Corridore          | Squadra         | Tempo     |
| ---- | ------------------ | --------------- | --------- |
| 1    | Alejandro Valverde | Illes Balears   | 22h32'23" |
| 2    | Fränk Schleck      | Team CSC        | a 48"     |
| 3    | José Ángel Gómez   | Saunier Duval   | a 1'10"   |
| 4    | Thomas Löfkvist    | F. des Jeux     | a 1'26"   |
| 5    | Alberto Contador   | Liberty Seguros | a 2'08"   |

### Classifica a squadre
| Pos. | Squadra                            | Tempo     |
| ---- | ---------------------------------- | --------- |
| 1    | Team CSC                           | 67h38'08" |
| 2    | Saunier Duval-Prodir               | a 17"     |
| 3    | Liberty Seguros-Würth              | a 1'50"   |
| 4    | Discovery Channel Pro Cycling Team | a 4'09"   |
| 5    | Davitamon-Lotto                    | a 7'07"   |

## Punteggi UCI
| Pos. | Corridore           | Squadra         | Punti |
| ---- | ------------------- | --------------- | ----- |
| 1    | Bobby Julich        | Team CSC        | 50    |
| 2    | Alejandro Valverde  | Illes Balears   | 41    |
| 3    | Constantino Zaballa | Saunier Duval   | 35    |
| 4    | Jens Voigt          | Team CSC        | 31    |
| 5    | Jörg Jaksche        | Liberty Seguros | 25    |
| 6    | Franco Pellizotti   | Liquigas        | 20    |
| 7    | Fränk Schleck       | Team CSC        | 15    |
| 8    | Cadel Evans         | Davitamon       | 10    |
| 9    | José Ángel Gómez    | Saunier Duval   | 5     |
| 10   | Tom Boonen          | Quick Step      | 2     |
| 11   | Davide Rebellin     | Gerolsteiner    | 1     |
| 12   | Vicente Reynés      | Illes Balears   | 1     |
| 13   | Fabian Cancellara   | Fassa Bortolo   | 1     |
| 14   | Gilberto Simoni     | Lampre          | 1     |
| 15   | Joost Posthuma      | Rabobank        | 1     |

| Pos. | Squadra                          | Punti |
| ---- | -------------------------------- | ----- |
| 1    | Team CSC                         | 20    |
| 2    | Saunier Duval-Prodir             | 19    |
| 3    | Liberty Seguros-Würth            | 18    |
| 4    | Discovery Channel                | 17    |
| 5    | Davitamon-Lotto                  | 16    |
| 6    | Fassa Bortolo                    | 15    |
| 7    | Rabobank                         | 14    |
| 8    | Cofidis, le Crédit par Téléphone | 13    |
| 9    | Bouygues Télécom                 | 12    |
| 10   | Phonak Hearing Systems           | 10    |
| 11   | Illes Balears-Caisse d'Epargne   | 9     |
| 12   | Lampre-Caffita                   | 8     |
| 13   | Crédit Agricole                  | 7     |
| 14   | Liquigas-Bianchi                 | 6     |
| 15   | Quick Step-Innergetic            | 5     |
| 16   | Domina Vacanze                   | 4     |
| 17   | Gerolsteiner                     | 3     |
| 18   | La Française des Jeux            | 2     |
| 19   | Euskaltel-Euskadi                | 1     |